# Diego Aguirre (urugwajski piłkarz)
Diego Vicente Aguirre Camblor (ur. 13 września 1965 w Montevideo) – urugwajski piłkarz występujący na pozycji napastnika, trener piłkarski, od 2023 roku prowadzi Peñarol.